# Leptanthura diemenensis
Leptanthura diemenensis là một loài chân đều trong họ Leptanthuridae. Loài này được Haswell miêu tả khoa học năm 1885.